# Aleuroclava afriae
Aleuroclava afriae là một loài côn trùng cánh nửa trong họ Aleyrodidae, phân họ Aleyrodinae.
Aleuroclava afriae được Sundararaj & David miêu tả khoa học đầu tiên năm 1995.